# NGC 1769
NGC 1769 est une nébuleuse en émission située dans la constellation de la Dorade. Cette nébuleuse est située dans le Grand Nuage de Magellan. Elle a été découverte par l'astronome écossais James Dunlop en 1826.
Cette nébuleuse est située dans la région du Grand Nuage de Magellan que l'on a nommé N11. Cette région est peuplée de plusieurs nébuleuses et amas ouverts d'étoiles, dont certains sont des objets du catalogue NGC.

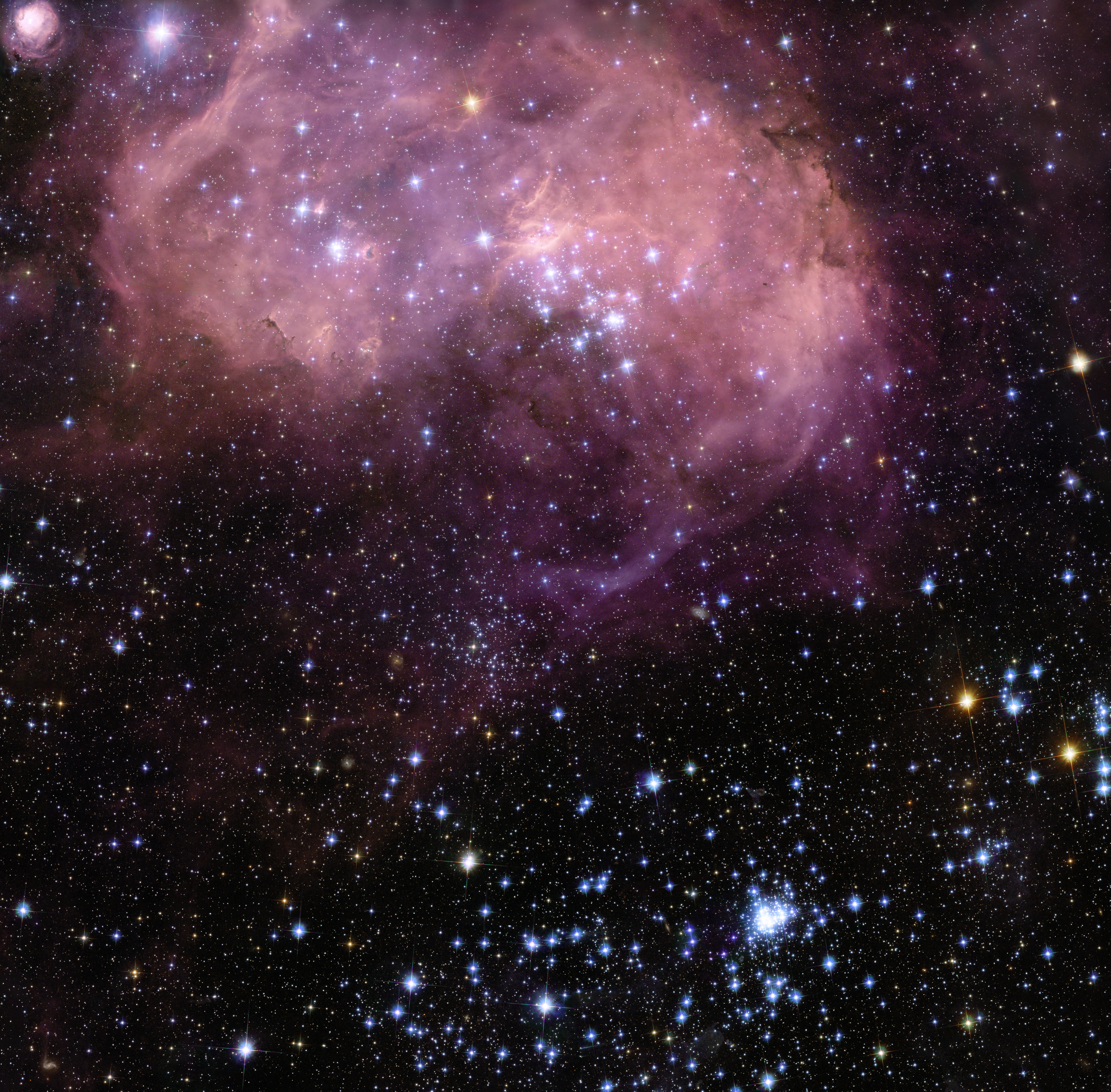
La région N11 dans le Grand Nuage de Magellan par le télescope spatial Hubble.